# Spartak GM
Dernière mise à jour : 1 mai 2010.
Spartak GM est un club russe de rugby à XV basé dans la ville de Moscou. Il participe pour la première fois en 2010 à la Professional Rugby League, le championnat de première division russe. C'est une section du club Spartak Moscou

## Palmarès
- Néant